# Berghausen (Ehrenhausen an der Weinstraße)
Berghausen è una frazione di 638 abitanti del comune austriaco di Ehrenhausen an der Weinstraße, nel distretto di Leibnitz (Stiria). Già comune autonomo, il 1º gennaio 2015 è stato fuso con gli altri ex comuni di Ehrenhausen, Ratsch an der Weinstraße e Retznei per costituire il nuovo comune mercato (Marktgemeinde).